# Réservoir Taureau
Réservoir Taureau är en sjö i Kanada.   Den ligger i provinsen Québec, i den sydöstra delen av landet, 210 km nordost om huvudstaden Ottawa. Réservoir Taureau ligger 350 meter över havet.
I omgivningarna runt Réservoir Taureau växer i huvudsak blandskog. Runt Réservoir Taureau är det mycket glesbefolkat, med 5 invånare per kvadratkilometer.